# Antocha javanensis
Antocha javanensis är en tvåvingeart som beskrevs av Alexander 1915. Antocha javanensis ingår i släktet Antocha och familjen småharkrankar. Inga underarter finns listade i Catalogue of Life.